# Triangle rectangle
Un triangle rectangle és un cas particular de triangle per al qual les relacions fonamentals se simplifiquen i que es fa servir especialment en el càlcul de volums de cossos més complexos o en el camp de la resolució de diversos problemes geomètrics.
Qualsevol triangle rectangle conté un angle recte (de 90° o equivalentment de π/2  radiants) i per tant, tenint en compte que la suma dels angles de qualsevol triangle és 180°, necessàriament els altres dos angles són aguts i complementaris.
Una de les relacions que han de complir les longituds dels costats d'un triangle per tal que aquest sigui rectangle és el conegut teorema de Pitàgores:
{\displaystyle a^{2}+b^{2}=c^{2}}, on {\displaystyle a} i {\displaystyle b} són els catets del triangle i {\displaystyle c} és la hipotenusa.
És fàcil calcular les dimensions de tots els costats i angles d'un triangle rectangle a partir de dos dels costats o bé d'un dels costats i d'un dels angles aguts.
A més l'àrea val la meitat del producte dels seus catets.

## Definició clàssica de les funcions trigonomètriques

Les funcions trigonomètriques especifiquen les relacions entre els costats i els angles interiors d'un triangle rectangle.

En l'àmbit dels triangles rectangles es va definir per similitud una sèrie de relacions molt usades en l'entorn matemàtic. Aquestes són el sinus, el cosinus i la tangent i les seves inverses que són la cotangent, la secant i la cosecant. Si {\displaystyle A} és l'angle que correspon al vèrtex {\displaystyle A} en la figura, tenim que:
- {\displaystyle \sin(A)=a/c}; Inversament es defineix la {\displaystyle \sec(A)}, secant.
- {\displaystyle \cos(A)=b/c}; Inversament es defineix la {\displaystyle \csc(A)}, cosecant.
- {\displaystyle \tan(A)=\sin(A)/\cos(A)=a/b}; Inversament es defineix la {\displaystyle \cot(A)}, cotagent.

Cal tenir en compte que els triangles rectangles que considerem es troben al pla Euclidià, pel que la suma dels angles interns és igual a π radiants (o 180°). Les definicions que es presenten doncs defineixen estrictament les funcions trigonomètriques per a angles dins del rang 0 a π/2 radiants. Posteriorment, mitjançant el cercle unitari i usant certes  simetries es va arribar a les  funcions de variable real periòdiques que s'utilitzen en les  calculadores d'avui en dia.

## Punts geomètrics
- Ortocentre: Coincideix amb el vèrtex de l'angle recte.
- Circumcentre: Coincideix amb el punt mitjà de la hipotenusa.
- Baricentre: Les coordenades del baricentre són aproximadament (a/3,b/3) en un sistema de referència cartesià amb origen al vertex C (punt on hi ha l'angle recte) i que conté el costat a en la direcció de les abscisses positives i el costat b en l'eix de les ordenades positives.

## Triangles rectangles exactes
S'anomena triangle rectangle exacte a qualsevol triangle rectangle format per costats de longitud natural, alguns exemples molt usats al realitzar exemples acadèmics són:

### 3-4-5 (Triangle Pitagòric)
- Catet menor=3
- Catet major=4
- Hipotenusa=5

### 5-12-13
- Catet menor=5
- Catet major=12
- Hipotenusa=13

### 8-15-17
- Catet menor=8
- Catet major=15
- Hipotenusa=17